# Bray Wyatt
Bray Wyatt   (Brooksville, 23 de maig de 1987 - Clermont, 24 d'agost de 2023) fou un lluitador professional estatunidenc que treballava per a la WWE, el nom real és Windham Lawrence Rotunda.
Rotunda fou un lluitador professional de tercera generació, ha seguit els passos del seu avi Blackjack Mulligan, el seu pare Mike Rotunda i dos dels seus oncles, Barry Windham i Kendall Windham. El seu germà menor Taylor rotunda també lluita en la WWE sota el nom de Bo Dallas. Amb el seu germà, va tenir dos regnats: els Campionats en Parelles de Florida de FCW al territori de desenvolupament de la WWE, Florida Championship Wrestling (FCW), on va lluitar sota diferents noms entre 2009 i 2012.

## Carrera
L'1 de juny de 2010, Rotunda va ser anunciat com a competidor de la segona temporada de NXT sota el nom de Huski Harris i amb Cody Rhodes com el seu mentor. Harris va fer el seu debut en l'episodi del 8 de juny de NXT, competint juntament amb Rhodes en un combat per equips contra Montel Vontavious Porter i Percy Watson, el qual van perdre.
Des de l'episodi del 27 de maig de 2012 de Raw, WWE va començar a emetre vinyetes promocionant el proper debut de The Wyatt Family en l'elenc principal. Les vinyetes mostraven els orígens en els boscos de The Wyatt Family ja Erick Rowan amb una màscara d'ovella. En l'episodi del 8 de juliol de Raw, The Wyatt Family va fer el seu debut atacant a Kane. Durant les setmanes següents, The Wyatt Family va seguir atacant a lluitadors com ara R-Truth, Justin Gabriel, Heath Slater, Drew McIntyre i Jinder Mahal mentre li enviava missatges críptics a Kane demanant-li que "seguís als voltors".
Durant els seus anys a la WWE Wyatt a mantingut feus amb diversos lluitadors com John Cena, The undertaker, Dean Ambrose, Roman Reings o Randy Orton.
Durant el draft de la WWE, Wyatt va passar de SmackDown Live a Raw.
A principis de 2018 va mantenir un feu amb Matt Hardy. Durant l'episodi especial dels 25 anys de Raw, el va derrotar. També es va confirmar la seva presencia al Royal Rumble 2018.

## Mort
El 24 d'agost de 2023, a través de twitter, Triple H va anunciar la mort de Rotunda, que es va produir a causa d'un atac cardíac.

## Campionats i assoliments
- World Wrestling Entertainment/WWE
  - WWE Championship (1 cop)
  - SmackDown Tag Team Championship (1 cop) - amb Randy Orton i Luke Harper